# Aida degli alberi
Pour plus de détails, voir Fiche technique et Distribution.
Aida degli alberi est un film d'animation italo-britannique réalisé par Guido Manuli et sorti au cinéma en Italie en 2001. Il s'inspire librement de l'intrigue de l'opéra Aïda de Giuseppe Verdi, qu'il transpose dans un univers de fantasy. Le film mêle le dessin animé traditionnel sur celluloïd et des éléments réalisés en images de synthèse.

## Synopsis
Le film se déroule dans l'univers d'Arborea. Aïda est la princesse d'un peuple qui vit dans les arbres, en harmonie avec la nature. Un jour, ils sont attaqués par les armées du royaume de Petra, dont la civilisation est fondée sur la technologie et vit dans d'immenses bâtiments de pierre. Aïda est faite prisonnière en défendant son royaume, mais le fils du roi de Petra, Radames, tombe amoureux d'elle. Tous deux s'efforcent alors de rétablir la paix.

## Fiche technique
- Titre original : Aida degli alberi
- Réalisation : Guido Manuli
- Scénario : Guido Manuli, Umberto Marino
- Production : Maria Fares
- Musique originale : Ennio Morricone
- Montage : Eoin Murphy
- Directeur artistique : Victor Togliani
- Technique d'animation : dessin animé traditionnel 2D avec éléments en images de synthèse
- Directrice de production : Maria Fares
- Société de production : Lanterna Magica
- Distributeur : Medusa Distribuzione
- Budget : environ 7 millions de dollars américains[2]
- Durée : 75 minutes
- Pays :  Italie,  Royaume-Uni
- Langue : italien
- Format : couleur, 35 mm
- Son : stéréo
- Date de sortie :  Italie le : 21 décembre 2001

## Voix italiennes
- Roberta Laurenti : Aida
- Simone D'Andrea : Radamès
- Vittorio Bestoso : Satam
- Michele Di Mauro : Moud
- Gianni Gaude : Amonasro
- Enzo Iacchetti : Kak
- Ciro Imparato : Diaspron
- Gino Lana : Uzi
- Massimo Lopez : Ramfis
- Olivia Manescalchi : Amneris
- Giorgio Melazzi : Raz
- Elda Olivieri : Goa
- Riccardo Peroni : Sarto
- Mario Scarabelli : Kanak
- Massimo Bitossi : un soldat
- Gigi Scrivani : un soldat
- Aldo Stella : un soldat

## Production
Le budget du film, estimé à environ 7 millions de dollars américains, est énorme pour un film d'animation italien. La production du film réunit jusqu'à 268 artistes engagés pour 36 mois ; le film terminé représente environ 242 000 dessins. Parmi les décors, 1390 ont été réalisés à la main et 200 ont été modélisés en images de synthèse.

## Bande originale
La musique originale du film a été composée par Ennio Morricone. Le thème principal du film est chanté, dans la version originale italienne, par deux chanteurs du groupe Avion Travel : Filippa Giordano et Peppe Servillo ; dans la version anglophone destinée à la distribution internationale, il est chanté par Mick Hucknall, le chanteur du groupe Simply Red.
La bande originale du film a été éditée en CD audio par Sugar Music et Universal en Italie en décembre 2001.

## Disponibilité en vidéo
Le film a été édité en DVD zone 2 en Italie par Medusa Video en 2001. Il a été édité en France en 2008 par le studio Action et communication sous le titre Aïda. 